# 10. Panzer-Division (Wehrmacht)
Die 10. Panzer-Division war ein Großverband des Heeres der deutschen Wehrmacht im Zweiten Weltkrieg.

## Geschichte

### Aufstellung
Die Division wurde im April 1939 in Prag im Protektorat Böhmen und Mähren aufgestellt. Die Aufstellung aller Truppenteile dauerte allerdings bis Ende November 1939.
Die Gliederung mit den für den Verband durchgeführten Neuaufstellungen war:
- Divisionsstab (Prag)
- Panzer-Regiment 8 () (aus Abgaben der Panzer-Brigade 4)
- Infanterie-Regiment (mot.) 86 () (von der 29. Infanterie-Division (mot.))
- II./ Artillerie-Regiment (mot.) 29 () (von der 29. Infanterie-Division (mot.))
- I./ Aufklärungs-Regiment (mot.) 8 () (von der 3. leichte Division)
- Panzer-Abwehr-Abteilung 90 () (Neuaufstellung aus Heerestruppen)
- Nachrichten-Abteilung (mot.) 90 () (Neuaufstellung aus Heerestruppen)
- Pionier-Bataillon 49 () (aus Heerestruppen)
- Sonstige Versorgungstruppen mit der Nr. 90 (Neuaufstellung aus Heerestruppen)

### Polenfeldzug
Beim Angriff auf Polen 1939 war die Division, durch die noch nicht abgeschlossene Aufstellung in der Stärke einer Brigade, der Heeresgruppe Nord unterstellt, dabei durchstieß sie den Korridor und kämpfte in der Schlacht in der Tucheler Heide, der Schlacht bei Wizna und in Brest-Litowsk.

### Ausbau der Division auf Divisionsstärke
Im Oktober 1939 erhielt die Division für die Bildung des Schützen-Regiment 69 dem Stab/Infanterie-Regiment (mot.) 69, die Regimentseinheiten und das II. Bataillon/Infanterie-Regiment (mot.) 69 (Hamburg) als zweiten großen Infanterie-Verband und mit dem Panzer-Regiment 7 einen weiteren Panzertruppen-Teil. Für die Führung der Panzertruppen wurde im November 1939 der Stab/Panzer-Brigade 4 ergänzt. Beide Panzertruppen-Teile entstammten dem Panzerverband Ostpreußen. Das Artillerie-Regiment (mot.) 90 wurde nunmehr neu aus dem vorhandenen Truppenteil II./AR (mot.) 29 und drei Batterien des I./Art.Rgt. 20 gebildet. Ergänzt wurde das I./ Art.Rgt 105 als schwere Artillerie-Abteilung der Division.
Bis Anfang 1940 wurde der Stab/Schützen-Brigade 10 aus Abgaben der divisionseigenen Schützen-Regimenter gebildet. Das Infanterie-Regiment (mot.) 86 gab sein bis dahin aufgestelltes und ausgebildetes III. Bataillon, nunmehr in I./Infanterie-Regiment (mot.) 69 umbenannt, ab. Das II. Bataillon/Schützen-Regiment 69 erhielt für die 5. Kompanie/SR 69 als nunmehr teilgepanzerter Verband (tgp) 25 Schützenpanzer (Sd.Kfz. 251).
Per April 1940 wurde aus dem I. Bataillon/Aufklärungs-Regiment (mot.) 8 durch Umgliederung nunmehr die Aufklärungs-Abteilung (mot.) 90 mit zwei Späh- und einer Kradschützen-Kompanie. Damit war die Division in diesem Monat vollständig aufgestellt und lag im Raum Baumholder. Ihre Panzertruppen verfügten über 66 Pz.Kpfw. I, 128 Pz.Kpfw. II, 48 Pz.Kpfw. III und 38 Pz.Kpfw. IV.

### Westfeldzug
Als Teil des XIX. Armeekorps unter Guderian stieß die 10. Panzerdivision im Westfeldzug 1940 über die Maas vor. An der Kanalküste erreichte sie Calais und nahm an der Einschließung von Dünkirchen teil. Weitere Gefechte waren:
- Weygandlinie südlich Amiens
- Verfolgung zur Oise
- Aisne
- Marne
- Seine
- Yonne
- Vormarsch durch Burgund auf Lyon
- Verfolgungskämpfe bis Bordeaux

Danach wurde die Division als Besatzungstruppe im Bereich Paris eingesetzt.
Am 1. März 1941 wurde für die Schützen-Brigade 10 das Kradschützen Bataillon 10 aus Kradschützen-Mannschaften der Schützenregimenter der Division aufgestellt.

### Unternehmen Barbarossa
1941 wurde sie im Krieg gegen die Sowjetunion eingesetzt. Dabei ging sie auf der Linie Dęblin, Bug, Slonim und Jelnja, wo sie aufgefrischt wurde, vor. Sie kämpfte bei der Doppelschlacht von Wjasma und Brjansk und schaffte den Durchbruch bei der Schlacht um Moskau, musste sich dann über die Moskwa bei Borodino auf Rusa zurückziehen. Bei Jahresende stand die Division bei Gschatsk.
Im Mai 1942 wurde sie zur Auffrischung nach Frankreich verlegt.

### Deutsches Afrika Korps
Im November desselben Jahres wurde die Division zur Unterstützung des Afrikakorps nach Tunesien verschifft. Zunächst sicherte sie dort mit der 334. Infanterie-Division und der Division „von Manteuffel“ im Rahmen des Unternehmens „Eilbote“ das nördliche Tunesien gegen den Zugriff der aus Algerien vorstoßenden britischen 1. Armee. Anschließend operierte sie als Teil der 5. Panzerarmee, wobei sie an der Schlacht am Kasserinpass teilnahm.
Ab März 1943 bis zu seiner Verwundung am 7. April 1943 war Claus Schenk Graf von Stauffenberg Erster Generalstabsoffizier (Ia) der 10. Panzer-Division.

### Vernichtung
Der Verband wurde im Mai 1943 südlich von Tunis vernichtet.

### Auflösung
Am 30. Juni 1943 wurde die 10. Panzer-Division offiziell aufgelöst.

## Kommandeure
- Generalmajor Georg Gawantka – 1. Mai bis 14. Juli 1939
- Generalleutnant Ferdinand Schaal – 1. August 1939 bis 2. August 1941
- Generalleutnant Wolfgang Fischer – 2. August 1941 bis 1. Februar 1943 (gefallen)
- Generalmajor/Generalleutnant Friedrich Freiherr von Broich – 5. Februar bis 12. Mai 1943[3]

## Bekannte Divisionsangehörige
- Botho Henning Elster (1894–1952): Kommandeur des Panzer-Regiments 8, zuletzt Generaloberst, befahl 1944 die große Kapitulation an der Westfront.
- Albrecht von Hagen (1904–1944): Jurist und Widerstandskämpfer gegen den Nationalsozialismus
- Wolfgang Horn (1919–2004): Psychologe, Entwickler von Intelligenz- und Persönlichkeitstests, einschließlich des Leistungsprüfsystems (LPS)
- Karl Mauss (1898–1959): Zahnarzt, Offizier und Ritterkreuzträger
- Erich Peter (1919–1987): Generaloberst der Nationalen Volksarmee der DDR
- Claus Schenk Graf von Stauffenberg (1907–1944): Offizier und Widerstandskämpfer gegen den Nationalsozialismus

## Gliederung
| September 1939 Polenfeldzug     | 1940 Frankreichfeldzug                                              | 1943 Tunesien                                                              |
| ------------------------------- | ------------------------------------------------------------------- | -------------------------------------------------------------------------- |
| - Panzer-Regiment 8             | - Panzer-Brigade 4 - Panzer-Regiment 7 - Panzer-Regiment 8          | - Panzer-Regiment 7                                                        |
| - Infanterie-Regiment 86 (mot.) | - Schützen-Brigade 10 - Schützen-Regiment 69 - Schützen-Regiment 86 | - Panzergrenadier-Regiment 69 - Panzergrenadier-Regiment 86                |
| - II. / Artillerie-Regiment 29  | - Artillerie-Regiment 90 - Schwere Infanteriegeschütz-Kompanie 706  | - Panzer-Artillerie-Regiment 90                                            |
| - I. / Aufklärungs-Regiment 8   | - Aufklärungs-Abteilung 90                                          | - Panzer-Aufklärungs-Abteilung 10                                          |
|                                 | - Panzerjäger-Abteilung 90                                          | - Panzerjäger-Abteilung 90                                                 |
|                                 |                                                                     | - Heeres-Flak-Artillerie-Abteilung 302 - Luftwaffen-Flak-Artillerie-Gruppe |
|                                 | - Pionier-Bataillon 49                                              | - Panzer-Pionier-Bataillon 49                                              |
|                                 | - Nachrichten-Abteilung 90                                          | - Panzer-Nachrichten-Abteilung 90                                          |
|                                 | - Versorgungstruppen 90                                             | - Panzer-Versorgungstruppen 90                                             |

Für die Ersatzgestellung des Stabes war die Panzer-Ersatz-Abteilung 7 (vgl. Panzer-Regiment 7) in Vaihingen (Kurmärker Kaserne) zuständig.